# Zospeum
Zospeum é um género de gastrópode  da família Carychiidae.
Este género contém as seguintes espécies:
- Zospeum allegrettii Conci, 1956
- Zospeum alpestre (Freyer, 1855)
- Zospeum amoenum (Frauenfeld, 1856)
- Zospeum bellesi E. Gittenberger, 1973
- Zospeum biscaiense Gómez & Prieto, 1983
- Zospeum cariadeghense Allegretti, 1944
- Zospeum exiguum Kušcer, 1932
- Zospeum frauenfeldi (Freyer, 1855)
- Zospeum galvagnii Conci, 1956
- Zospeum globosum Kušcer, 1928
- Zospeum isselianum Pollonera, 1887
- Zospeum kusceri A.J. Wagner, 1912
- Zospeum lautum (Frauenfeld, 1854)
- Zospeum obesum (Frauenfeld, 1854)
- Zospeum pretneri Bole, 1960
- Zospeum schaufussi Frauenfeld, 1862
- Zospeum spelaeum (Rossmässler, 1839)
- Zospeum suarezi E. Gittenberger, 1980
- Zospeum subobesum Bole, 1974
- Zospeum turriculatum Allegretti, 1944
- Zospeum tholussum Weigand, 2013